# Anguía (distrito)
Anguía é um distrito do Peru, departamento de Cajamarca, localizada na província de Chota.

## Transporte
O distrito de Anguía não é servido pelo sistema de estradas terrestres do Peru.